# ولسوالی دوشی
ولسوالی دوشی یکی از ۱۵ ولسوالی‌‌‌‌ ولایت بغلان، به مرکزیت شهر دوشی در شمال افغانستان است. دوشی از ولسوالی‌های درجه دوم و هزاره‌نشین ولایت بغلان بوده، ۱۸۰۶ کیلومترمربع مساحت دارد و چهارمین ولسوالی بزرگ‌ بغلان می‌باشد. این ولسوالی با ۸۰٬۵۹۷ نفر جمعیت در سال ۱۳۹۹، چهارمین ولسوالی پر چمعیت ولایت بغلان است.

## گروهای قومی و مردمی
ولسوالی دوشی و توابع آن از پایگاه تاریخی مردمی اسماعیلیان است که عمدتا هزاره‌ و سادات می‌باشند. اسماعیلیان حکمروایی این خطه تاریخی را به عهده داشته است و قلعه‌های مشهور تاریخی اسماعیلیان در دوشی وجود دارد.

## جغرافیا
ولسوالی دوشی از غرب با ولایت سمنگان، از شمال با ولسوالی‌های پلخمری، دهنه‌غوری، از شمال شرق با ولسوالی‌ نهرین، از جنوب غرب با ولسوالی تاله و برفک، از جنوب شرق با ولسوالی‌های اندراب و خنجان و از جنوب با ولایت پروان می‌باشد. دوشی مرکز این ولسوالی ۱۳۶ کیلو متر از شهر پلخمری فاصله دارد.
ولسوالی دوشی از ولسوالی های سرسبز ولایت بغلان است که ۴۴ نفر در هر کیلومتر مربع آن زندگی می‌کنند. آب و هوای دوشی معتدل و مرطوب است و متوسط دما ۱۵ درجه سانتی‌گراد است. گرم‌ترین ماه آن، ماه اسد با ۳۰ درجه سانتی‌گراد و سردترین ماه آن، ماه دلو با ۲- درجه سانتی‌گراد می‌باشد. میزان بارش به طور میانگین ۶۹۸ میلی متر در سال است. مرطوب‌ترین ماه آن، ماه حوت با ۱۹۷ میلی‌متر و خشک‌ترین ماه آن، ماه اسد با ۲ میلی‌متر بارندگی است.
| ژ                                                   | ف        | م        | آ        | م        | ژ       | ژ       | آ       | س       | اُ       | ن       | د       |
| ۴۴ ۴ ۸−                                             | ۱۹۷ ۴ ۶− | ۱۵۳ ۱۷ ۱ | ۱۳۰ ۲۴ ۹ | ۳۷ ۳۲ ۱۳ | ۸ ۳۸ ۱۷ | ۲ ۴۱ ۲۰ | ۶ ۳۹ ۲۱ | ۸ ۳۳ ۱۳ | ۲۹ ۲۶ ۸ | ۴۰ ۱۶ ۲ | ۴۳ ۷ ۴− |
| میانگین بالاترین و پایین‌ترین دما به مقیاس سانتیگراد |          |          |          |          |         |         |         |         |         |         |         |
| بارندگی به مقیاس میلی‌متر                            |          |          |          |          |         |         |         |         |         |         |         |
| منبع:                                               |          |          |          |          |         |         |         |         |         |         |         |

| مقیاس فارنهایت و اینچ                              | مقیاس فارنهایت و اینچ | مقیاس فارنهایت و اینچ | مقیاس فارنهایت و اینچ | مقیاس فارنهایت و اینچ | مقیاس فارنهایت و اینچ | مقیاس فارنهایت و اینچ | مقیاس فارنهایت و اینچ | مقیاس فارنهایت و اینچ | مقیاس فارنهایت و اینچ | مقیاس فارنهایت و اینچ | مقیاس فارنهایت و اینچ |
| -------------------------------------------------- | --------------------- | --------------------- | --------------------- | --------------------- | --------------------- | --------------------- | --------------------- | --------------------- | --------------------- | --------------------- | --------------------- |
| ژ                                                  | ف                     | م                     | آ                     | م                     | ژ                     | ژ                     | آ                     | س                     | اُ                     | ن                     | د                     |
| ۱٫۷ ۳۹۱۸                                           | ۷٫۸ ۳۹۲۱              | ۶ ۶۳۳۴                | ۵٫۱ ۷۵۴۸              | ۱٫۵ ۹۰۵۵              | ۰٫۳ ۱۰۰۶۳             | ۰٫۱ ۱۰۶۶۸             | ۰٫۲ ۱۰۲۷۰             | ۰٫۳ ۹۱۵۵              | ۱٫۱ ۷۹۴۶              | ۱٫۶ ۶۱۳۶              | ۱٫۷ ۴۵۲۵              |
| میانگین بالاترین و پایین‌ترین دما به مقیاس فارنهایت |                       |                       |                       |                       |                       |                       |                       |                       |                       |                       |                       |
| بارندگی به مقیاس اینچ                              |                       |                       |                       |                       |                       |                       |                       |                       |                       |                       |                       |

| ژ                                                   | ف        | م        | آ        | م        | ژ       | ژ       | آ       | س       | اُ       | ن       | د       |
| ۴۴ ۴ ۸−                                             | ۱۹۷ ۴ ۶− | ۱۵۳ ۱۷ ۱ | ۱۳۰ ۲۴ ۹ | ۳۷ ۳۲ ۱۳ | ۸ ۳۸ ۱۷ | ۲ ۴۱ ۲۰ | ۶ ۳۹ ۲۱ | ۸ ۳۳ ۱۳ | ۲۹ ۲۶ ۸ | ۴۰ ۱۶ ۲ | ۴۳ ۷ ۴− |
| میانگین بالاترین و پایین‌ترین دما به مقیاس سانتیگراد |          |          |          |          |         |         |         |         |         |         |         |
| بارندگی به مقیاس میلی‌متر                            |          |          |          |          |         |         |         |         |         |         |         |
| منبع:                                               |          |          |          |          |         |         |         |         |         |         |         |

| مقیاس فارنهایت و اینچ                              | مقیاس فارنهایت و اینچ | مقیاس فارنهایت و اینچ | مقیاس فارنهایت و اینچ | مقیاس فارنهایت و اینچ | مقیاس فارنهایت و اینچ | مقیاس فارنهایت و اینچ | مقیاس فارنهایت و اینچ | مقیاس فارنهایت و اینچ | مقیاس فارنهایت و اینچ | مقیاس فارنهایت و اینچ | مقیاس فارنهایت و اینچ |
| -------------------------------------------------- | --------------------- | --------------------- | --------------------- | --------------------- | --------------------- | --------------------- | --------------------- | --------------------- | --------------------- | --------------------- | --------------------- |
| ژ                                                  | ف                     | م                     | آ                     | م                     | ژ                     | ژ                     | آ                     | س                     | اُ                     | ن                     | د                     |
| ۱٫۷ ۳۹۱۸                                           | ۷٫۸ ۳۹۲۱              | ۶ ۶۳۳۴                | ۵٫۱ ۷۵۴۸              | ۱٫۵ ۹۰۵۵              | ۰٫۳ ۱۰۰۶۳             | ۰٫۱ ۱۰۶۶۸             | ۰٫۲ ۱۰۲۷۰             | ۰٫۳ ۹۱۵۵              | ۱٫۱ ۷۹۴۶              | ۱٫۶ ۶۱۳۶              | ۱٫۷ ۴۵۲۵              |
| میانگین بالاترین و پایین‌ترین دما به مقیاس فارنهایت |                       |                       |                       |                       |                       |                       |                       |                       |                       |                       |                       |
| بارندگی به مقیاس اینچ                              |                       |                       |                       |                       |                       |                       |                       |                       |                       |                       |                       |